# Antonio Ferradini
Antonio Ferradini (Napoli, 1718 circa – Praga, 1779) è stato un compositore italiano.

## Biografia
Della vita di Ferradini si conosce poco. Scrisse la sua prima composizione nel 1739, probabilmente un lavoro sacro, che rimane tuttora sconosciuto. Qualche anno dopo seguì la composizione di un oratorio, Il Giuseppe riconosciuto, rappresentato nella sua città natale nel 1745. Dal 1751 viaggiò per l'Italia settentrionale e per la Spagna per mettere in scena le proprie opere: soggiornò a Lugo, Forlì, Madrid, Firenze, Reggio Emilia, Milano, Lucca e Parma. Fu a Parma nel 1757, dove incontrò Carlo Goldoni e del quale musicò un libretto, Il festino. Dopodiché si recò definitivamente a Praga, dove si diede alla composizione di sola musica sacra.

## Lavori

### Opere
Di Ferradini sono note 10 opere; l'anno e la città si riferiscono alla prima rappresentazione.
- La finta frascatana (commedia per musica, libretto di Gennaro Antonio Federico, 1750, Napoli)
- Emelinda (dramma per musica, 1751, Lugo)
- Artaserse (dramma per musica, libretto di Pietro Metastasio, 1752, Forlì)
- L'opera in prova (dramma giocoso, composto in collaborazione con Gaetano Latilla, 1752, Lodi)
- Il festino (dramma giocoso, libretto di Carlo Goldoni, 1757, Parma)
- Il Solimano (dramma per musica, libretto di Giovanni Ambrogio Migliavacca, 1757, Firenze)
- L'Antigono (dramma per musica, libretto di Pietro Metastasio, 1758, Reggio Emilia)
- Demofoonte (dramma per musica, libretto di Pietro Metastasio, 1758, Milano)
- Recimero, re de' goti (dramma per musica, libretto di Francesco Silvani, 1758, Parma)
- Didone abbandonata (dramma per musica, libretto di Pietro Metastasio, 1760, Lucca)

### Musica sacra
- Giuseppe riconosciuto (oratorio, libretto di Pietro Metastasio, 1745, Napoli)
- Messa per 4 voci (1775, Praga)
- 3 Kyrie e Gloria per soli soprano e contralto, quattro voci e orchestra
- 5 Credo per 4 voci e archi
- Credidi per 4 voci (1739)
- Stabat mater per voci soliste e orchestra
- Gaude fideles turba per tenore e orchestra
- Gaudate alatea mente per contralto e orchestra
- Dextera Domini per 4 voci (1776, Praga)
- Tenebrae factae sunt

### Altre composizioni
- 2 ouverture (1755 e 1758)
- Sinfonia
- Quartetto Armonioso per 3 violini e violoncello
- Serenata Nocturna per 2 flauti e basso
- 6 sonate per clavicembalo
- 12 duetti per l'Elettrice di Sassonia (1769)
- 3 duetti per 2 soprani
- Madrigali per 2 soprani e basso continuo

### Musica di dubbia attribuzione
- La finta frascatana (opera buffa, libretto di Gennaro Antonio Federico, 1750, Napoli)
- 5 arie
- 4 cantate